# Liste der Pfarren im Dekanat Wiener Neustadt
Das Dekanat Wiener Neustadt ist ein Dekanat im Vikariat Unter dem Wienerwald der römisch-katholischen Erzdiözese Wien.

## Pfarren mit Kirchengebäuden und Kapellen
| Pfarre                                                               | Teilgemeinden                                                            | Seelsorgeraum                            | Ink.                  | Seit                | Patrozinium                                       | Kirchengebäude und Kapellen | Bild                                  |
| -------------------------------------------------------------------- | ------------------------------------------------------------------------ | ---------------------------------------- | --------------------- | ------------------- | ------------------------------------------------- | --- | ------------------------------------- |
| Bad Fischau-Brunn                                                    |                                                                          | Steinfeld                                |                       | vor 1000            | St. Martin                                        | Pfarrkirche Bad Fischau-Brunn | Pfarrkirche Bad Fischau-Brunn         |
| Ebenfurth                                                            |                                                                          | An der Leitha                            |                       | vor 1200            | St. Ulrich                                        | Pfarrkirche Ebenfurth Filialkirche Siegersdorf, Kapelle in Haschendorf | Pfarrkirche Ebenfurth                 |
| Eggendorf                                                            |                                                                          | An der Leitha                            |                       | um 1450             | Peter und Paul                                    | Pfarrkirche Eggendorf Kreuzkapelle Obereggendorf | Pfarrkirche Eggendorf                 |
| Lichtenwörth                                                         |                                                                          | An der Leitha                            |                       | um 1130             | St. Jakob der Ältere                              | Pfarrkirche Lichtenwörth Filialkirche Nadelburg | Pfarrkirche Lichtenwörth              |
| St. Egyden am Steinfeld                                              |                                                                          | Steinfeld                                |                       | vor 1300            | St. Ägidius                                       | Pfarrkirche St. Egyden am Steinfeld Kapelle in Saubersdorf, Kapelle in der Justizanstalt Gerasdorf am Steinfeld | Pfarrkirche St. Egyden am Steinfeld   |
| Weikersdorf am Steinfelde                                            |                                                                          | Steinfeld                                |                       | 1220                | St. Jakobus der Ältere                            | Pfarrkirche Weikersdorf am Steinfelde | Pfarrkirche Weikersdorf am Steinfelde |
| Wiener Neustadt-Herz Mariä                                           |                                                                          |                                          |                       | 1959                | Herz Mariä                                        | Pfarrkirche Herz Mariä | Pfarrkirche Herz Mariä                |
| Wiener Neustadt-Neukloster                                           |                                                                          |                                          | Heiligenkreuz (OCist) | 1784                | Allerheiligste Dreifaltigkeit                     | Stiftskirche beim Stift Neukloster (= Pfarrkirche) Seelsorgestation Siedlung Maria Theresia–Gartenstadt, Seelsorgestation Friedenssiedlung, Franziskuskapelle im ehemaligen Marienheim Wiener Neustadt, Kapelle im Landespflegeheim Wiener Neustadt                       | Stiftskirche im Stift Neukloster      |
| Wiener Neustadt-Propsteipfarre                                       | Domgemeinde Erlöserkirche Familienkirche-Schmuckerau St. Anton           |                                          |                       | 1241                | Mariä Himmelfahrt                                 | Dom von Wiener Neustadt (= Pfarrkirche) Filialkirche St. Anton am Flugfeld, Kapuzinerkirche St. Jakob mit Kapuzinerkloster Wiener Neustadt, Vorstadtkirche hl. Leopold, Erlöserkirche, Filialkirche Schmuckerau, Kapelle hl. Katharina in der Dompropstei Wiener Neustadt | Dom von Wiener Neustadt               |
| Winzendorf                                                           |                                                                          | Steinfeld                                |                       | nach 1300, neu 1816 | Hl. Josef der Arbeiter                            | Pfarrkirche Winzendorf (Neue Pfarrkirche) Filialkirche Winzendorf (Alte Pfarrkirche) | Pfarrkirche Winzendorf                |
| Zillingdorf                                                          |                                                                          | An der Leitha (auch Dekanat Weigelsdorf) |                       | vermutlich um 1300  | St. Georg                                         | Pfarrkirche Zillingdorf Filialkirche Zillingdorf-Werk | Pfarrkirche Zillingsdorf              |
| Zum guten Hirten im Steinfeld (bis 31. Dezember 2016: Theresienfeld) | Auferstehung Christi Kreuzerhöhung St. Laurentius Unbefleckte Empfängnis |                                          |                       | 1767                | St. Laurentius (bis 31. Dezember 2016: Hl. Kreuz) | Pfarrkirche Sollenau Filialkirche Felixdorf, Filialkirche Theresienfeld, Filialkirche Siedlung Maria Theresia, Kirche Karl-Ryker-Dorf | Pfarrkirche Sollenau                  |

Zur ehemaligen Pfarre Felixdorf (1939–2016) siehe Filialkirche Felixdorf.
Zur ehemaligen Pfarre Sollenau (1312–2016) siehe Pfarrkirche Sollenau.
Zur ehemaligen Pfarre Wiener Neustadt-St. Anton (1939–2019) siehe Filialkirche St. Anton am Flugfeld.

## Dekanat Wiener Neustadt
Es umfasst 13 Pfarren im südlichen Niederösterreich mit rund 43.000 Katholiken (2009).
Geschichte
Die frühe Geschichte des Dekanats Wiener Neustadt ist mit dem alten, 1469 gegründeten Bistum Wiener Neustadt verknüpft. 1783 erfolgte eine Verkleinerung des Dekanats, als Johann Heinrich von Kerens, der letzte Bischof von Wiener Neustadt, die Pfarren der Diözese auf die Dekanate Kirchberg, Kirchschlag, Neunkirchen und Wiener Neustadt aufteilte. Später kam es zu einer Trennung in die Dekanate Wiener Neustadt Stadt und Wiener Neustadt Land. Im Jahr 2000 wurde das Dekanat Lanzenkirchen – zunächst für eine Probezeit von drei Jahren – aus dem Dekanat Wiener Neustadt Land herausgelöst. 2003 wurde das Dekanat Wiener Neustadt aus dem Dekanat Wiener Neustadt Stadt und dem verkleinerten Dekanat Wiener Neustadt Land neu begründet.
Diözesaner Entwicklungsprozess
Am 29. November 2015 wurden für alle Pfarren der Erzdiözese Wien Entwicklungsräume definiert. Die Pfarren sollen in den Entwicklungsräumen stärker zusammenarbeiten, Pfarrverbände oder Seelsorgeräume bilden. Am Ende des Prozesses sollen aus den Entwicklungsräumen neue Pfarren entstehen. Im Dekanat Wiener Neustadt wurden folgende Entwicklungsräume festgelegt:
- Wiener Neustadt Herz-Mariä und Wiener Neustadt-Neukloster
- Felixdorf, Sollenau und Theresienfeld (seit 2017 Pfarre Zum guten Hirten im Steinfeld)
- Bad Fischau-Brunn, St. Egyden am Steinfeld, Weikersdorf am Steinfeld und Winzendorf
- Ebenfurth, Eggendorf, Lichtenwörth und Zillingdorf
- Wiener Neustadt-Propsteipfarre und Wiener Neustadt-St. Anton (seit 2019 Pfarre Wiener Neustadt-Propsteipfarre)

Die Pfarren Ebenfurth, vorher Dekanat Weigelsdorf, und St. Egyden am Steinfeld, vorher Dekanat Neunkirchen, wurden am 1. September 2016 Teil des Dekanats Wiener Neustadt.
Die Pfarren Maiersdorf und Muthmannsdorf wurden am 1. September 2016 Teil des Dekanats Neunkirchen.
Mit 1. November 2020 wurde der Pfarrverband „An der Leitha“ mit den Pfarren Ebenfurth, Eggendorf, Lichtenwörth und Zillingdorf errichtet.

## Dechanten
- 2003–2020 Petrus Hübner, zuvor Dechant des Dekanat Baden
- 2020–0000 Michael Weiss